# Costume

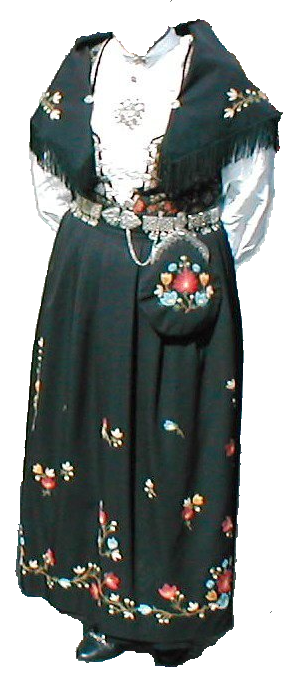
Un costume traditionnel norvégien.

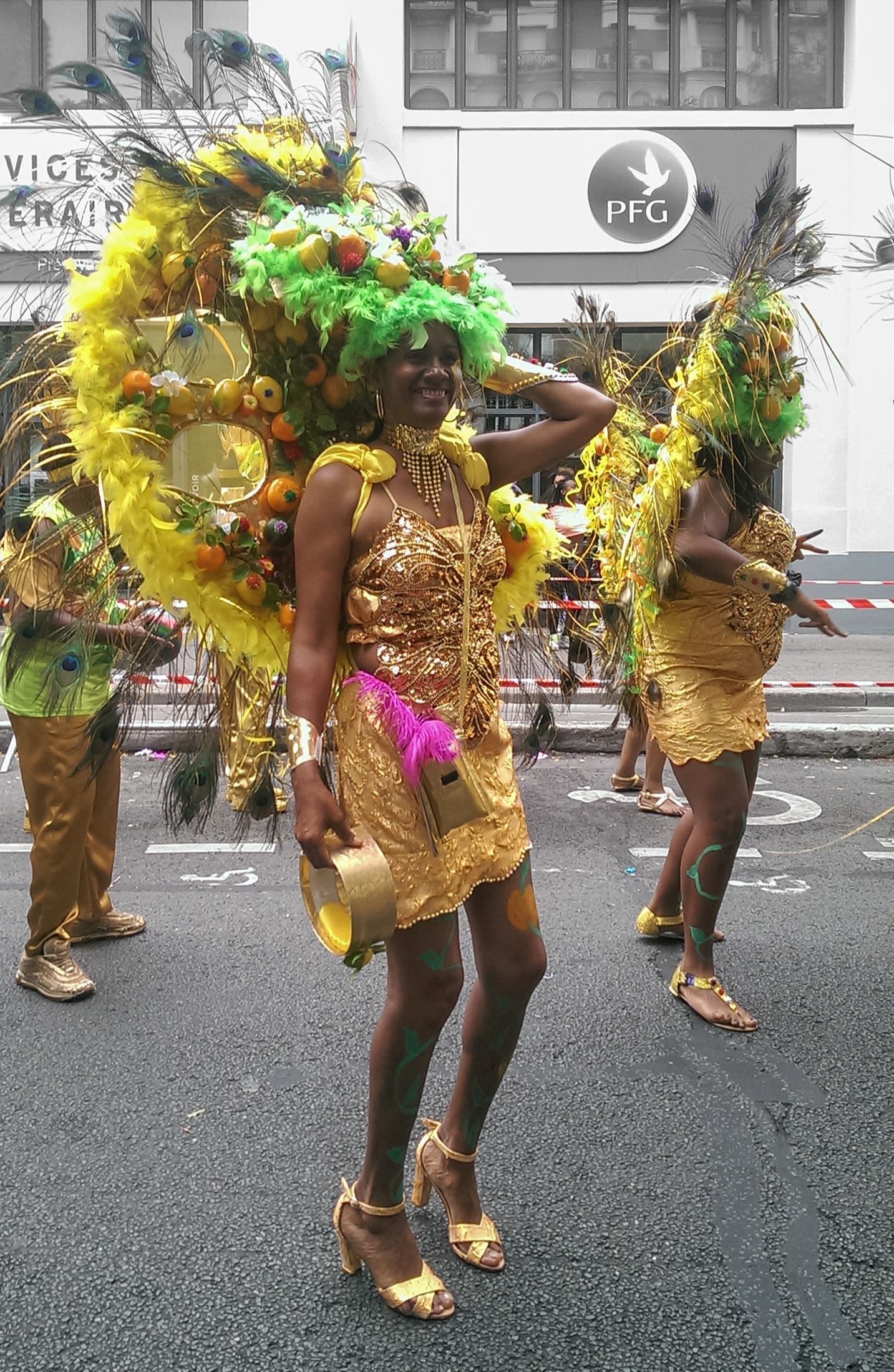
Costume de carnaval.

Le costume (ou la tenue) est un ensemble de vêtements et d'accessoires assortis et fait pour être portés ensemble. Il peut être composé librement ou être imposé, comme dans le cas des vêtements professionnels.

## Etymologie
Emprunté de l’italien costume, « coutume », de même origine que le français coutume. Il s'agit historiquement de la manière de se vêtir conforme à la coutume, à la tradition d’une époque ou d’un pays, à l’usage d’un métier.

## Polysémitisme moderne
Le costume peut être un symbole d'appartenance à un peuple, un pays, une confrérie, une secte, une religion ou d'autres types de groupe. Il peut aussi constituer un déguisement ou un costume de scène comme le costume d'Arlequin. Ce peut être un vêtement strictement professionnel comme les costumes d'audience que sont la robe d'avocat ou la robe de magistrat, ou encore le costume d'amiante d'un ouvrier fondeur. Il peut « uniformiser » une population (de soldats, d'élèves, etc.).
Du simple pagne décoré aux parures impériales, le costume est souvent porteur de sens et de symboles. Il traduit par exemple une origine sociale, géographique, et parfois la créativité de celui qui le porte ou l'a fabriqué.
Il peut :

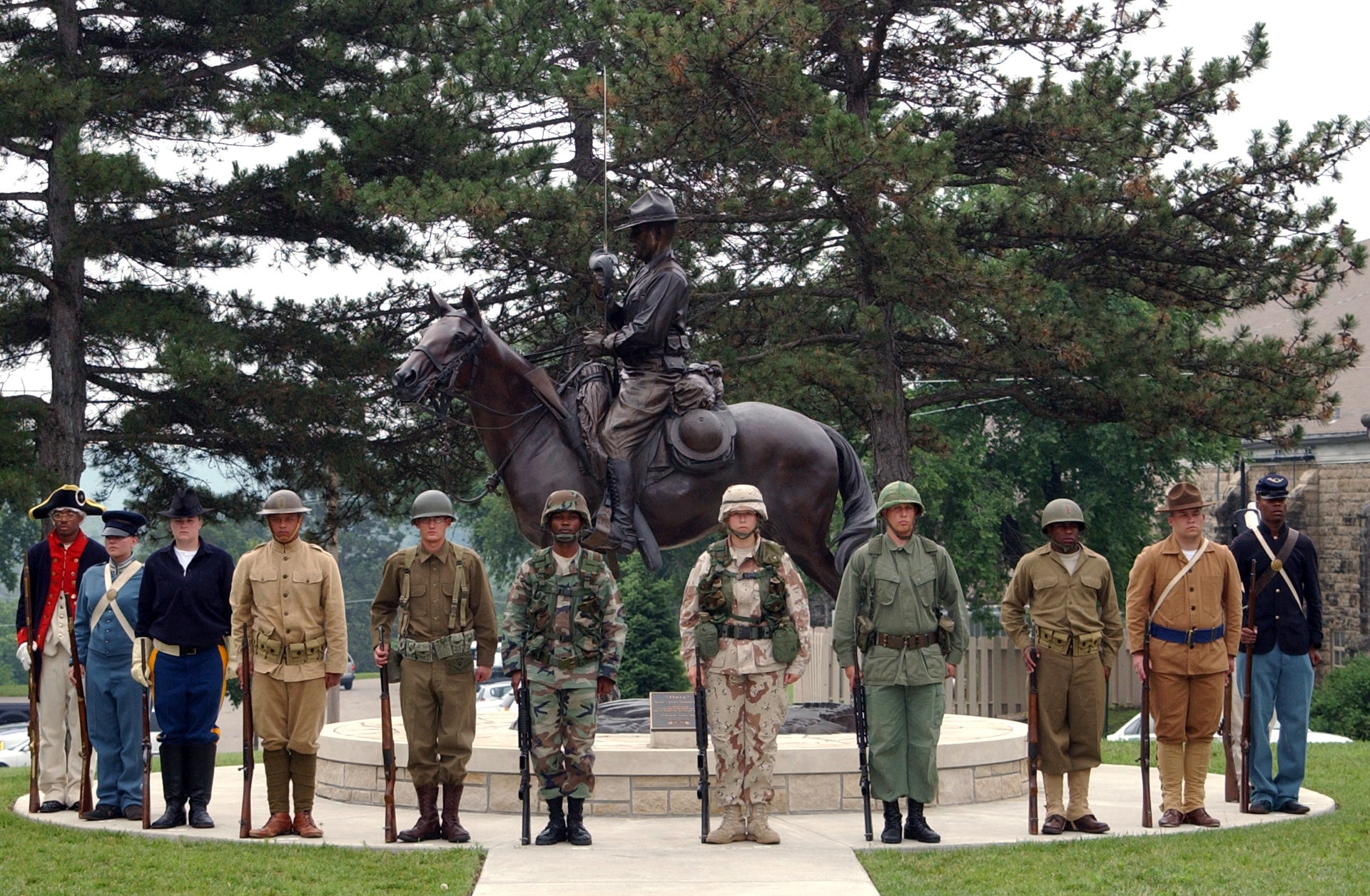
Dans un même pays, pour une même fonction, le costume évolue rapidement au gré des modes, grâce à de nouveaux matériaux et pour des raisons fonctionnelles. Ici le costume militaire aux États-Unis.

- Être destiné à une activité précise comme le costume de cérémonie, de soirée, militaire ou le costume de bain ;
- Faire référence à une période historique comme pour l'histoire du costume ;
- Symboliser une région précise, on parle alors de costume traditionnel, comme le costume breton ;
- Être associés à une fonction (costume d'évêque).

## Mode masculine
Dans la mode masculine, le terme « costume » désigne un « complet » (ou « complet-veston ») constitué d'une veste et d'un pantalon parfois d'un gilet comme un costume trois-pièces ou un costume anglais. Pour la mode féminine, le terme « tailleur » désigne la forme masculinisée du vêtement féminin, faite à l'origine par un tailleur d'homme (de « tailor made ») et non pas par un couturier.

## Proverbes et expressions
- L'habit ne fait pas le moine
- Tailler un costume